# Diocese de Aizawl
A Diocese de Aizawl (Latim:Dioecesis Aizavlensis) é uma diocese localizada no município de Aizol, no estado de Mizorão, pertencente a Arquidiocese de Shillong na Índia. Foi fundada em 17 de janeiro de 1952 pelo Papa Pio XII como Prefeitura Apostólica de Haflong. Com uma população católica de 41.067 habitantes, sendo 0,8% da população total, possui 32 paróquias com dados de 2020.

## História
Em 17 de janeiro de 1952 o Papa Pio XII cria a Prefeitura Apostólica de Haflong através do território da Arquidiocese de Daca em Bangladesh. Em 1969 a prefeitura apostólica é elevada a Diocese de Silchar. Em 1996 a Diocese de Silchar perde território para a formação da Diocese de Agartala, no mesmo ano tem seu nome alterado para Diocese de Aizawl.

## Lista de bispos
A seguir uma lista de bispos desde a criação da prefeitura apostólica em 1952.
|                                  | Nome                        | Período          | Notas                      |
| Bispos de Aizawl                 | Bispos de Aizawl            | Bispos de Aizawl | Bispos de Aizawl           |
| -------------------------------- | --------------------------- | ---------------- | -------------------------- |
| 2º                               | Stephen Rotluanga, C.S.C.   | 2001 - atual     |                            |
| 1º                               | Denzil Reginald D’Souza     | 1996 - 2000      |                            |
| Bispos de Silchar                |                             |                  |                            |
| 1º                               | Denzil Reginald D’Souza     | 1969 - 1996      | Nomeado bispo essa diocese |
| Prefeitos apostólicos de Haflong |                             |                  |                            |
| 1º                               | George Daniel Breen, C.S.C. | 1952 - 1969      |                            |
| Bispo auxiliar                   |                             |                  |                            |
|                                  | Joachim Walder              | 2023-            | Atual                      |